# Mielikki (personaggio)
Mielikki è una divinità immaginaria appartenente all'ambientazione Forgotten Realms per il gioco di ruolo fantasy Dungeons & Dragons. È una divinità intermedia della natura del pantheon faerûniano.
Nel suo aspetto di Khalreshaar appartiene al pantheon elfico ed è adorata come divinità dei mezzelfi.
Mielikki è probabilmente ispirata alla dea della mitologia finnica Mielikki.
Il suo simbolo è costituito da un unicorno dagli occhi azzurri e dal corno dorato con lo sguardo rivolto verso sinistra.
La sua arma preferita è la "Lama del Corno", una scimitarra.
Il drow Drizzt Do'Urden è un famoso ranger fedele alla dea.
I suoi druidi possono utilizzare qualsiasi arma o armatura normalmente usata dai Ranger senza essere vincolati a nessun obbligo spirituale.
Un suo Eletto è membro dell'Enclave di Smeraldo, un'organizzazione druidica che difende la natura nella regione del Golfo di Vilhon.